# Allan (Familienname)
Allan ist ein englischer Familienname.

## Namensträger

### A
- Adam Allan (1904–??), schottischer Fußballspieler
- Alasdair Allan (* 1971), schottischer Politiker
- Alister Allan (* 1944), britischer Sportschütze
- Anthony Havelock-Allan (1905–2003), britischer Filmproduzent

### B
- Bill Allan (1870–1948), schottischer Fußballspieler
- Billy Allan (1899–??), schottischer Fußballspieler
- Bradley James Allan (1973–2021), australischer Schauspieler, Stuntman, Stunt- und Action-Regisseur

### C
- Cameron Allan (1955–2013), australischer Filmkomponist
- Chad Allan (Musiker) (1943–2023), kanadischer Rockmusiker
- Chad Allan (Eishockeyspieler) (* 1976), kanadischer Eishockeyspieler
- Charles Allan (1908–1947), englischer Fußballspieler
- Charlie Allan (* 1963), schottischer Filmschauspieler und Musiker
- Chilton Allan (1786–1858), US-amerikanischer Politiker
- Colin Allan (1921–1993), britischer Gouverneur und Kolonialverwalter

### D
- David Allan (Maler) (1744–1796), schottischer Maler
- David Allan (Radsportler, 1951) (1951–1989), australischer Radrennfahrer
- David Allan (Radsportler, 1942) (* 1942), britischer Radrennfahrer
- David Allan (Cricketspieler) (* 1937), barbadischer Cricketspieler
- David G. Allan (* 1958), südafrikanischer Ornithologe und Naturschützer
- David W. Allan (* 1936), US-amerikanischer Physiker
- Derek Allan (* 1974), schottischer Fußballspieler
- Dick Allan (1872–1918), schottischer Fußballspieler
- Donald Allan (* 1949), australischer Radrennfahrer
- Donald James Allan (1907–1978), britischer Klassischer Philologe
- Dougal Allan (* 1985), neuseeländischer Triathlet

### E
- Elizabeth Allan (1908–1990), britische Schauspielerin
- Ella Allan (* 2010), US-amerikanische Schauspielerin

### F
- Freya Allan (* 2001), britische Schauspielerin

### G
- Gabrielle Allan, US-amerikanische Drehbuchautorin und Fernsehproduzentin
- Gary Allan (Gary Allan Herzberg, * 1967), US-amerikanischer Country-Sänger
- George Allan (1852–1916), deutsche Schriftstellerin, siehe Mite Kremnitz
- George Allan (Fußballspieler) (1875–1899), schottischer Fußballspieler
- George Allan (Schauspieler) (* 1950), kanadischer Schauspieler
- George William Allan (1822–1901), kanadischer Politiker
- Graham Robert Allan (1936–2007), britischer Mathematiker

### H
- Harry Howard Barton Allan (1882–1957), neuseeländischer Botaniker und Schriftsteller
- Hugh Allan (1810–1882), schottisch-kanadischer Bankier, Reeder und Eisenbahnmagnat
- Hugh Allan (Geistlicher) (* 1976), römisch-katholischer Geistlicher

### I
- Ian Allan († 2015), britischer Verleger

### J
- Jacinta Allan (* 1973), australische Politikerin
- Jack Allan (Fußballspieler, 1883) (1883–nach 1906), englischer Fußballspieler
- Jack Allan (Fußballspieler, 1886) (1886–1919), englischer Fußballspieler
- Jack Allan (Fußballspieler, 1890) (1890–??), englischer Fußballspieler
- Jan Allan (* 1934), schwedischer Jazzkomponist und Trompeter sowie Physiker
- Jani Allan (1952–2023), südafrikanische Kolumnistin und Radiokommentatorin
- Janie Allan (1868–1968), britische Frauenrechtlerin
- Jed Allan (1935–2019), US-amerikanischer Schauspieler
- Jimmy Allan (Fußballspieler, 1899) (1899–??), schottischer Fußballspieler
- Jimmy Allan (Fußballspieler, 1953) (* 1953), schottischer Fußballspieler
- Jock Allan (1891–??) schottischer Fußballspieler
- John Allan (Fußballspieler, 1866) (1866–1945), schottischer Fußballspieler
- John Allan (Fußballspieler, 1872) (1872–??), schottischer Fußballspieler
- John Allan (Fußballspieler, II), schottischer Fußballspieler
- John Allan (Fußballspieler, 1931) (1931–2013), englischer Fußballspieler
- John Allan (Manager) (* 1948), britischer Manager
- John Allan (Rugbyspieler) (* 1963), schottisch-südafrikanischer Rugby-Union-Spieler
- John Anthony Allan (1937–2021), britischer Geograph
- Johnnie Allan (* 1938), US-amerikanischer Cajun- und Rock'n'Roll-Musiker
- Johnny Allan (1931–2003), schottischer Fußballspieler
- Jonny Allan (* 1983), englischer Fußballspieler

### K
- Keith Allan (* 1969), US-amerikanischer Schauspieler
- Kiritapu Allan (* 1984), neuseeländische Juristin und Politikerin
- Kirsty Lee Allan (* 1984), australische Schauspielerin

### L
- Laurie Allan (* 1943), britischer Schlagzeuger
- Lewis Allan, Pseudonym von Abel Meeropol (1903–1986), US-amerikanischer Liedtexter
- Lewis Allan (* 1996), schottischer Fußballspieler
- Lucy Allan (* 1964), britische Politikerin (Conservative Party)

### M
- Mabel Esther Allan (1915–1998), britische Kinderbuchautorin
- Marie Allan (* 1979), französische Schauspielerin
- Maud Allan (1873–1956), kanadisch-US-amerikanische Tänzerin
- Maurice Allan (* 1945), britischer Ringer
- Mia Allan, US-amerikanische Kinderdarstellerin
- Mick Allan (1938–2021), australischer Ruderer
- Mitchell Allan (* 1987), australischer Snowboard-Fahrer
- Montagu Allan (1860–1951), kanadischer Bankier, Schiffseigner und Sportförderer

### N
- Ned Allan (1875–1953), schottischer Fußballspieler

### P
- Pam Allan (* 1953), australische Politikerin, Mitglied der Legislativversammlung und Ministerin von New South Wales

### R
- Richard Allan (Schauspieler) (1923–1999), US-amerikanischer Schauspieler und Tänzer
- Richard Van Allan (1935–2008), englischer Opernsänger (Bass)
- Richard Allan (Pornodarsteller) (* 1942), französischer Pornodarsteller und Schauspieler
- Richard Allan, Baron Allan of Hallam (* 1966), britischer Politiker
- Robert Allan (Fußballspieler) (fl. 1907–1908), schottischer Fußballspieler
- Robert Allan, Baron Allan of Kilmahew (1914–1979), britischer Politiker (Conservative Party)

### S
- Sandy Allan (Fußballspieler) (Alexander Begg Allan; * 1947), schottischer Fußballspieler
- Sandy Allan (Bergsteiger) (* um 1955), britischer Bergsteiger
- Sandy Allan (Eishockeyspieler) (* 1974), kanadischer Eishockeyspieler
- Scott Allan (Segler) (* 1946), US-amerikanischer Segler
- Scott Allan (* 1991), schottischer Fußballspieler
- Stuart Allan (Neurowissenschaftler), britischer Neurowissenschaftler
- Stuart Allan (Medienwissenschaftler), britischer Medienwissenschaftler
- Stuart Allan (Synchronsprecher) (* 1999), US-amerikanischer Synchronsprecher

### T
- Ted Allan (Kameramann) (1910–1993), US-amerikanischer Kameramann
- Ted Allan (1916–1995), kanadischer Buch- und Drehbuchautor
- Thomas Allan (1777–1833), schottischer Mineraloge
- Thomas Allan (Fußballspieler) (fl. 1904–1914), schottischer Fußballspieler
- Thomas G. Allan (* 1965), US-amerikanischer Admiral der United States Coast Guard
- Thomson Allan (* 1946), schottischer Fußballtorhüter
- Tom Allan (Fußballspieler, I) (Thomas E. Allan), schottischer Fußballtorhüter
- Tom Allan (Fußballspieler, 1891) (Thomas Allan; 1891–??), schottischer Fußballspieler
- Tom Allan (Fußballspieler, 1994) (Thomas James Allan; * 1994), englischer Fußballspieler
- Tommaso Allan (* 1993), italienischer Rugby-Union-Spieler
- Trevor Allan (Rugbyspieler) (1926–2007), australischer Rugby-Union-Spieler
- Trevor Allan (Tennisspieler) (* 1955), australischer Tennisspieler

### W
- Wanda Allan-Sadegur (* 1955), kanadische Bogenschützin
- Watty Allan (1868–1943), schottischer Fußballspieler
- William Allan (1782–1850), schottischer Zeichner und Maler
- William Frederick Allan, Geburtsname von Alan Leo (1860–1917), englischer Autor, Theosoph und Astrologe